# آندریوس کوبیلیوس
آندریوس کوبیلیوس (انگلیسی: Andrius Kubilius؛ زادهٔ ۸ دسامبر ۱۹۵۶) یک سیاست‌مدار اهل لیتوانی است.